# Make Some Noise (песня Ханны Монтаны)
«Make Some Noise» — поп-песня американской певицы и актрисы Майли Сайрус, выступающей в качестве Ханны Монтаны — альтер эго Майли Стюарт, главной героини сериала «Ханна Монтана».

## Предыстория и композиция
Песня была написана и спродюсированная Энди Доддом и Адамом Уоттсом. Лирически песня призывает подростков встать и «пошуметь» за то, во что они верят.

## Критика
Хизер Фарес из «AllMusic» описала песню как «менее вдохновленную [версию] блестящей, синтезаторной поп-музыки и натянутых акустических баллад, которые сделали первый саундтрек Ханны Монтаны хитом».

## Чарты
| Чарт (2007)             | Высшая позиция |
| ----------------------- | -------------- |
| США (Billboard Hot 100) | 92             |
| США (Billboard Pop 100) | 78             |